# Hemiancistrus medians
Hemiancistrus medians är en fiskart som först beskrevs av Kner, 1854.  Hemiancistrus medians ingår i släktet Hemiancistrus och familjen Loricariidae. Inga underarter finns listade i Catalogue of Life.